# Lenné-Anlage

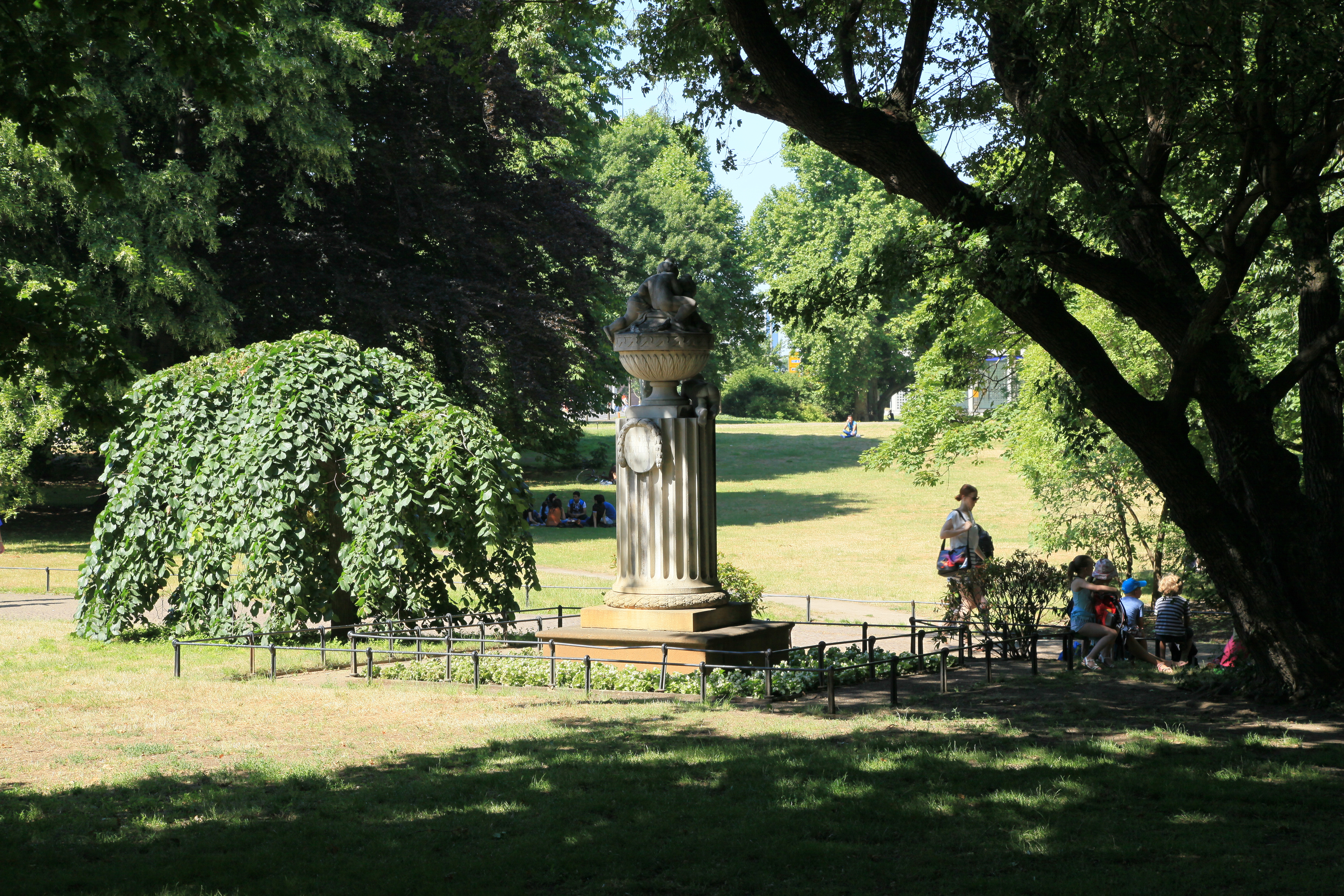
Die Lenné-Anlage mit dem Gellertdenkmal, 2015

Die Lenné-Anlage (auch Schillerpark) ist eine historische Parkanlage am Leipziger Innenstadtring. Der Name nimmt Bezug auf ihre Planung durch den preußischen Gartenkünstler Peter Joseph Lenné (1789–1866).

## Lage und Gestalt
Die Lenné-Anlage umgibt bogenförmig den Südostteil der Innenstadt. Sie wird im Norden begrenzt von der Schillerstraße, der Moritzbastei und dem Gewandhaus, im Osten und Süden vom Roßplatz und im Westen vom Fußgängerbereich um den Zugang zur S-Bahn-Station Wilhelm-Leuschner-Platz. Der Park bedeckt eine Fläche von 3,3 Hektar, seine größte Längenausdehnung beträgt 390 Meter.
Der Park ist im Westteil muldenartig vertieft und steigt nach Osten zum aufgeschütteten Promenadenhügel an. Seine Wege verlaufen geschwungen, und er wird gequert von der Universitätsstraße und dem als Fußgängerbereich verlängerten Neumarkt. Eine zentrale Wiese wird von gestaffelten Gehölzgruppen gerahmt, teils noch immer aus der Entstehungszeit der Anlage.

## Geschichte

Bereich um die Moritzbastei, der späteren Lenné-Anlage 1784

Nach dem Siebenjährigen Krieg begann man in Leipzig mit dem Abbau der Stadtbefestigung  und legte um den Stadtkern Grünanlagen und Promenaden an, so auch im Bereich um die Moritzbastei, die vom Abbau verschont worden war. Der Stadtgraben, wenn zum Teil auch trocken, war aber über weite Strecken noch vorhanden.
Nachdem bereits zum Ende des 18. Jahrhunderts der nordöstliche Teil des Promenadenrings mit Schneckenberg und Schwanenteich durch den Baudirektor Johann Carl Friedrich Dauthe (1746–1816) gartenarchitektonisch gestaltet worden war, beauftragte der Rat der Stadt 1857 den  Königlich Preußischen Gartendirektor Peter Joseph Lenné mit der Gestaltung des südöstlichen Teils zwischen Augustusplatz und Peterstor.
Lenné entwarf einen nierenförmigen Parkbereich im englischen Stil. Der Stadtgraben wurde weitgehend verfüllt, dafür aber eine Mulde und ein Hügel modelliert. Zwischen Tal und Hügel konnte die Verlängerung der Universitätsstraße als Parkquerung auf gleichem Niveau, zunächst als Parkweg, angelegt werden. Für die Fußwegverlängerung des Neumarkts wurde später ein Damm durch den Muldenbereich geschüttet. Die Hauptsichtachse des Parks wies vom Promenadenhügel zum Turm der Pleißenburg.

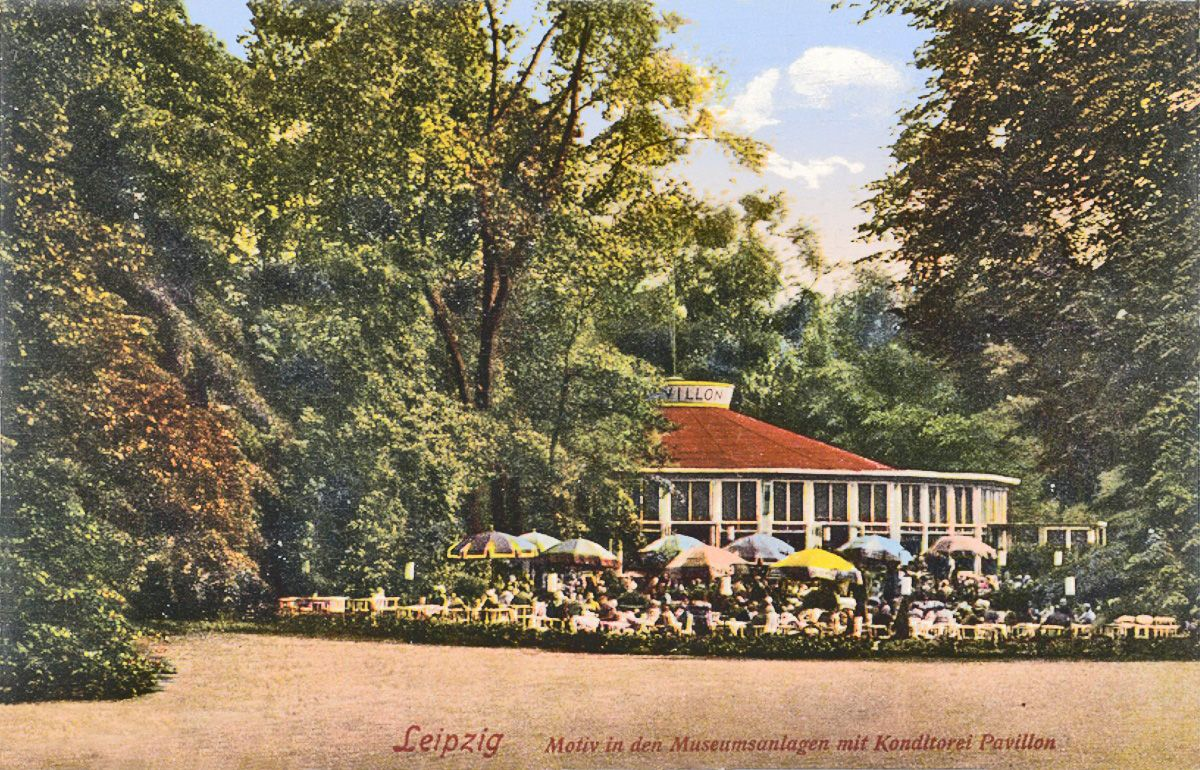
Die Conditorei Pavillon, 1927–1943 im nördlichen Teil der Anlage

Lenné hatte zunächst eine stärkere Einbeziehung des Roßplatzes vorgesehen, die aber von der Stadt nicht genehmigt wurde. Die Ausführung des Lenné'schen Planes in der oben beschriebenen Form oblag 1858/1859 seinen Schülern Gustav Meyer (1816–1877) und Otto Wittenberg (1834–1918), der Gartendirektor in Leipzig wurde.
Zur Internationalen Buchkunst-Ausstellung 1927 wurde zwischen Promenadenhügel und Bildermuseum (dem heutigen Standort des Gewandhauses) der Rundbau der Conditorei Pavillon errichtet, der bis zu seiner Zerstörung im Zweiten Weltkrieg bestand.
Durch Straßenerweiterungsbauten wurden im 20. Jahrhundert die die Anlage ursprünglich zum Anschluss des Parks an die städtischen Strukturen umgebenden, teils doppelten Baumreihen beseitigt. In den 1990er Jahren konnte wenigstens wieder eine einfache einfassende Baumreihe angelegt werden. Störend, weil genau in der Sichtachse stehend, wirkt der 2011/2012 errichtete Eingangsbau zum City-Tunnel.

## Denkmale
Die Lenné-Anlage zieren fünf Denkmale:
- Robert-Schumann-Denkmal: Das 1875 hinter der Moritzbastei aufgestellte Denkmal mit dem Bildnismedaillon vom österreichischen Bildhauer Heinrich Natter (1844–1892) ist weltweit das erste Denkmal für den Komponisten. Das Denkmal wurde mehrfach erneuert.
- Bürgermeister-Koch-Denkmal: Auf dem Promenadenhügel steht seit 1899 das Denkmal für den Leipziger Bürgermeister Carl Wilhelm Otto Koch, in dessen Amtszeit der Park geschaffen wurde. Die Büste stammt von  Carl Seffner (1861–1932).

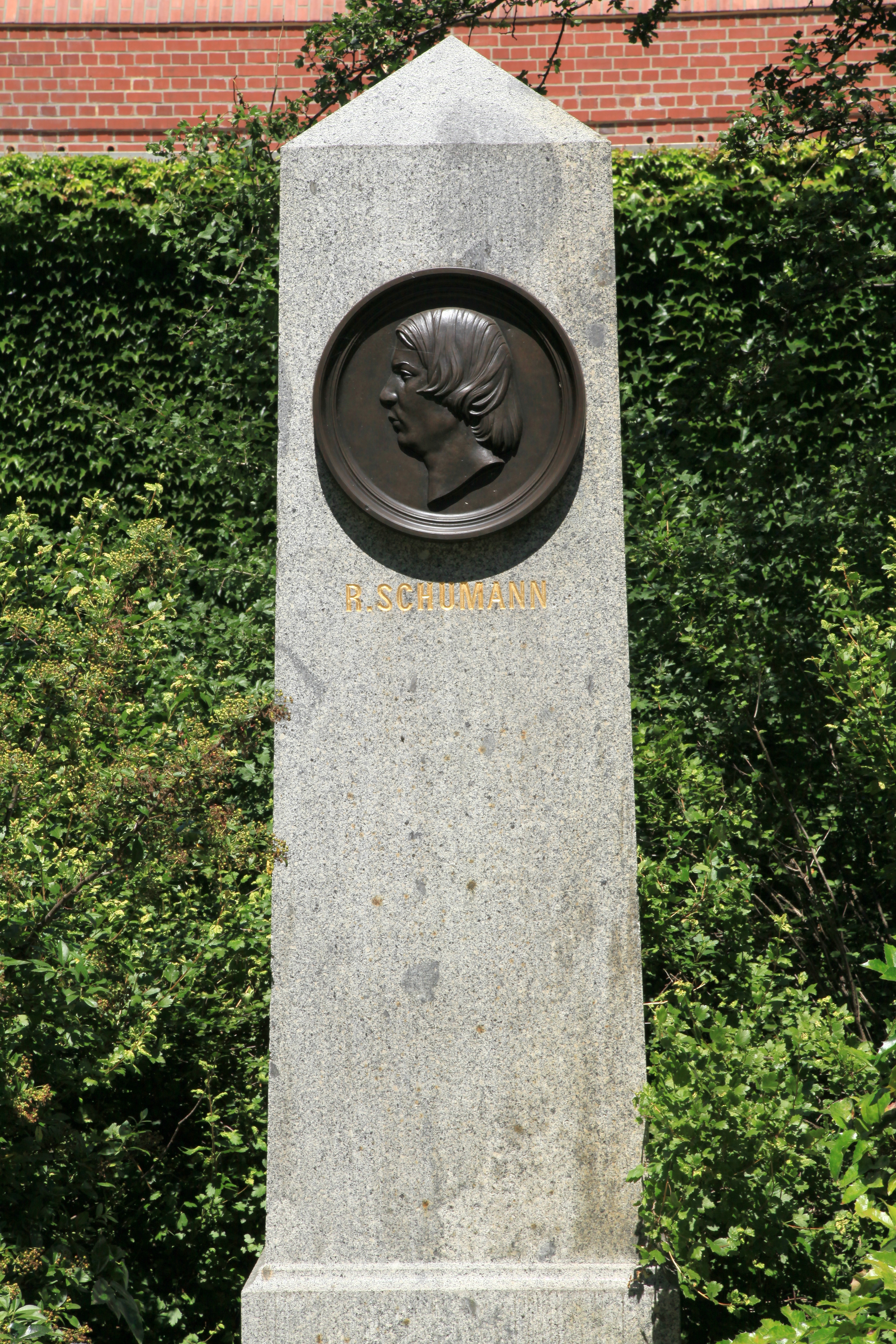
Schumann-Denkmal
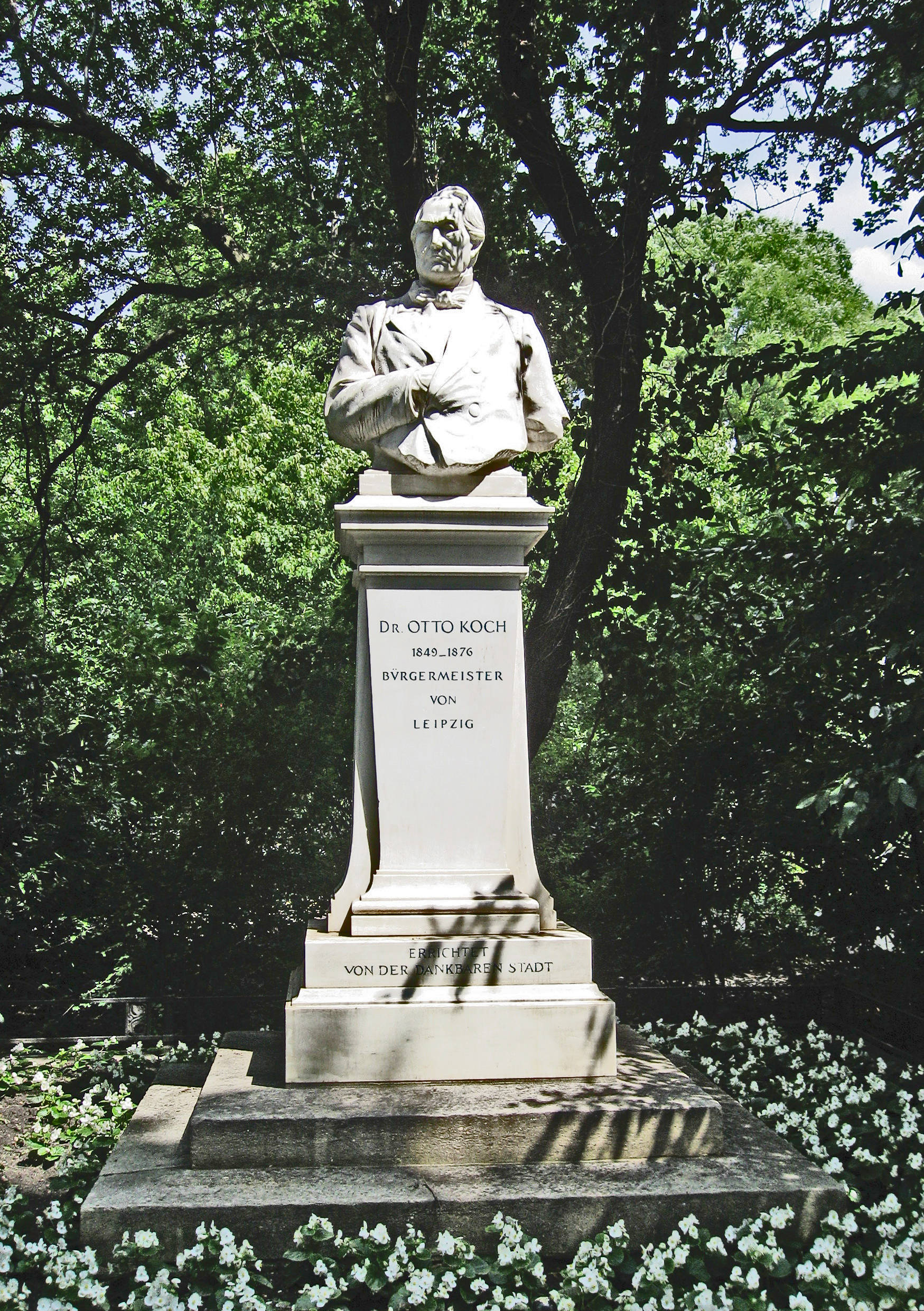
Koch-Denkmal
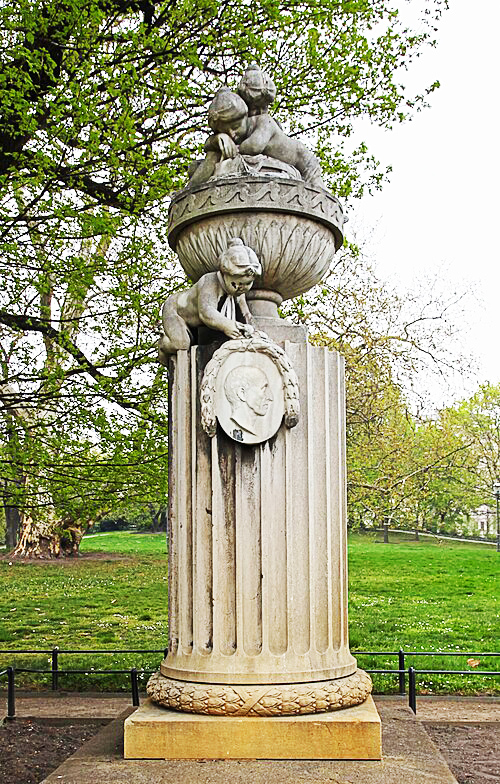
Gellert-Denkmal
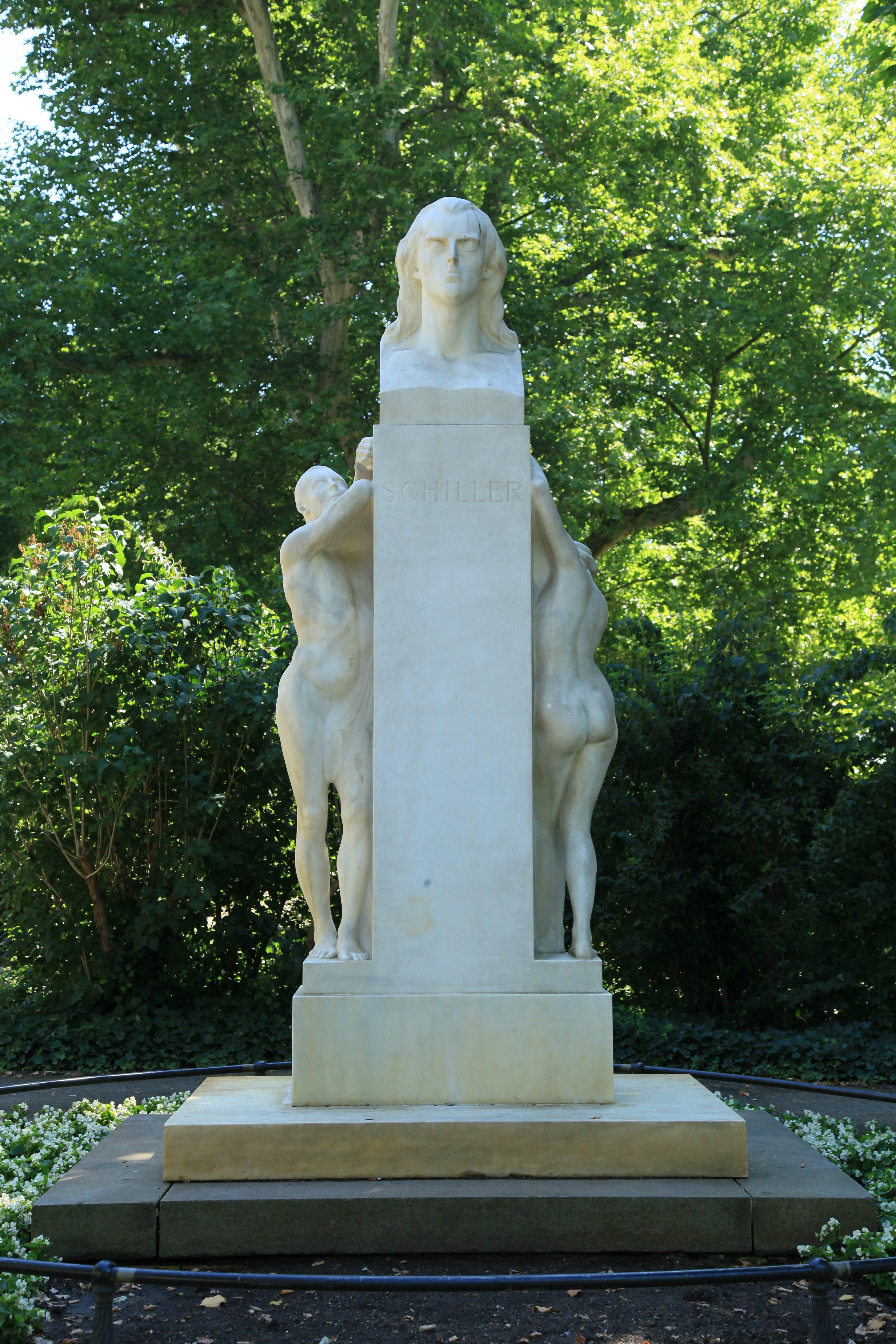
Schiller-Denkmal
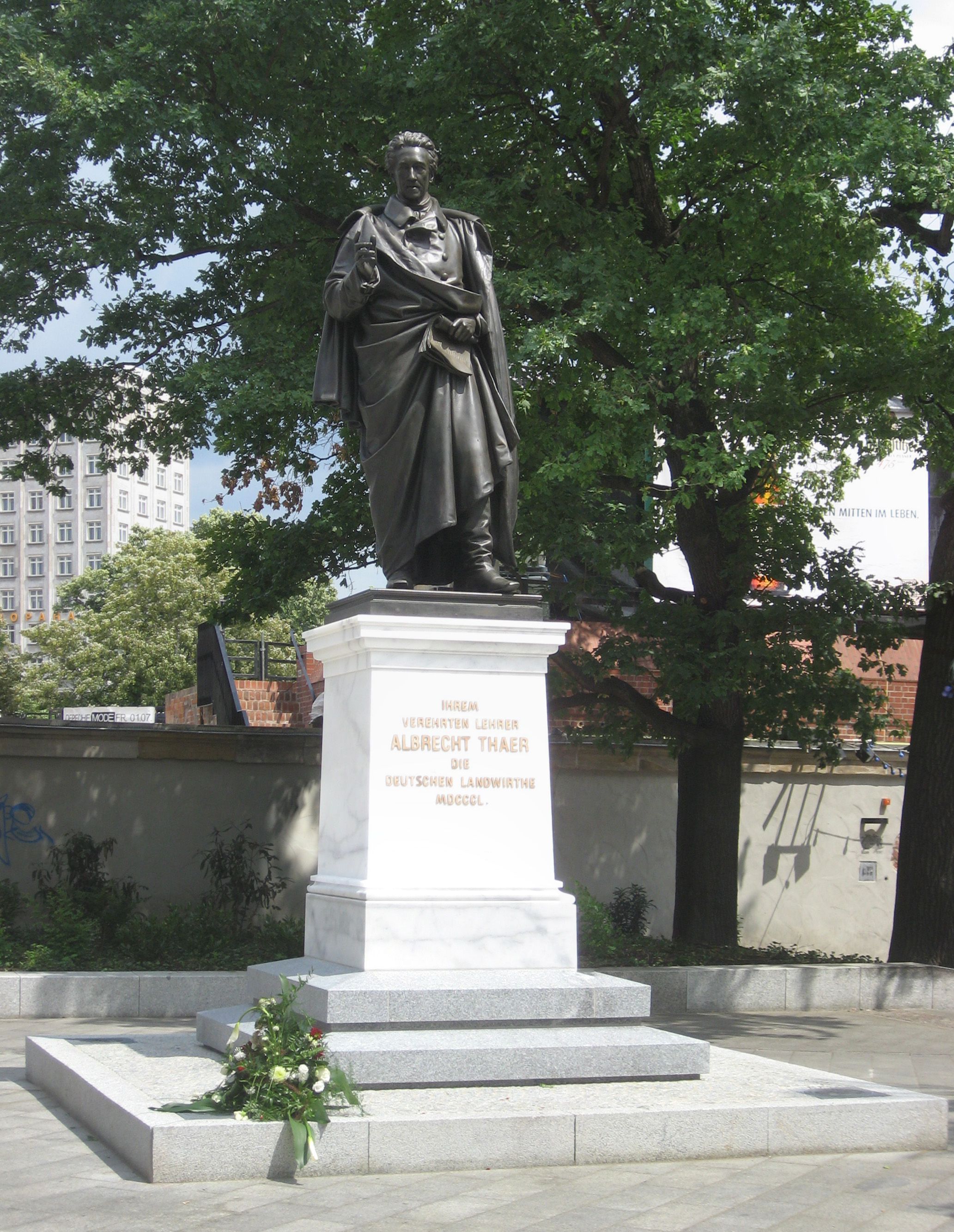
Thaer-Denkmal

- Gellertdenkmal: Das 1909 im Park aufgestellte Denkmal für den Dichter Christian Fürchtegott Gellert (1715–1769) ist eine Nachbildung des 1774 nach einem Entwurf des Malers und Bildhauers Adam Friedrich Oeser (1717–1799) entstandenen Originals. Das Denkmal wurde neu modelliert vom Leipziger Bildhauer Max Lange (1868–1947) und ausgeführt vom Bildhauer August Louis Schmiemann und Steinmetzmeister Carl Laux.[1]
- Schillerdenkmal: Der Entwurf für das Denkmal von 1914 für Friedrich Schiller (1759–1805) an der Verlängerung des Neumarkts stammt vom Leipziger Bildhauer Johannes Hartmann (1869–1952). Ausgeführt wurde es vom Bildhauer August Louis Schmiemann (1869–1918).[2] An der hohen Säule mit der Büste Schillers lehnen die Symbolfiguren Erhabenheit und Tragik.
- Albrecht-Thaer-Denkmal: Das Denkmal für den Agrarwissenschaftler Albrecht Daniel Thaer (1752–1828) wurde bereits 1850, also vor der Gestaltung der Lenné-Anlage, die dann an das Denkmal heranreichte, zwischen Schillerstraße und Moritzbastei aufgestellt. Die überlebensgroße Bronzestatue stammt vom Dresdner Bildhauer Ernst Rietschel (1804–1861). 1947 wurde das Denkmal von dieser Stelle entfernt und hatte danach verschiedene Aufstellungsorte in Leipzig, bevor es 2011 an seinen angestammten Platz zurückkehrte.